# Első konstantinápolyi zsinat
Az első konstantinápolyi zsinat (381 májusa – júliusa) a kereszténység második egyetemes zsinata. 
Nagy Konstantin császár nem sokkal a nikaiai zsinat után az ariánusokhoz hajló Nikomédiai Euszebiosz és követői hatása alá került. Atanázt száműzte, és ha Arius 336-ban meg nem hal, visszafogadta volna az egyházba. A 342-ben, Szerdikában tartott birodalmi zsinaton a keleti és a nyugati résztvevők külön tartották üléseiket. 

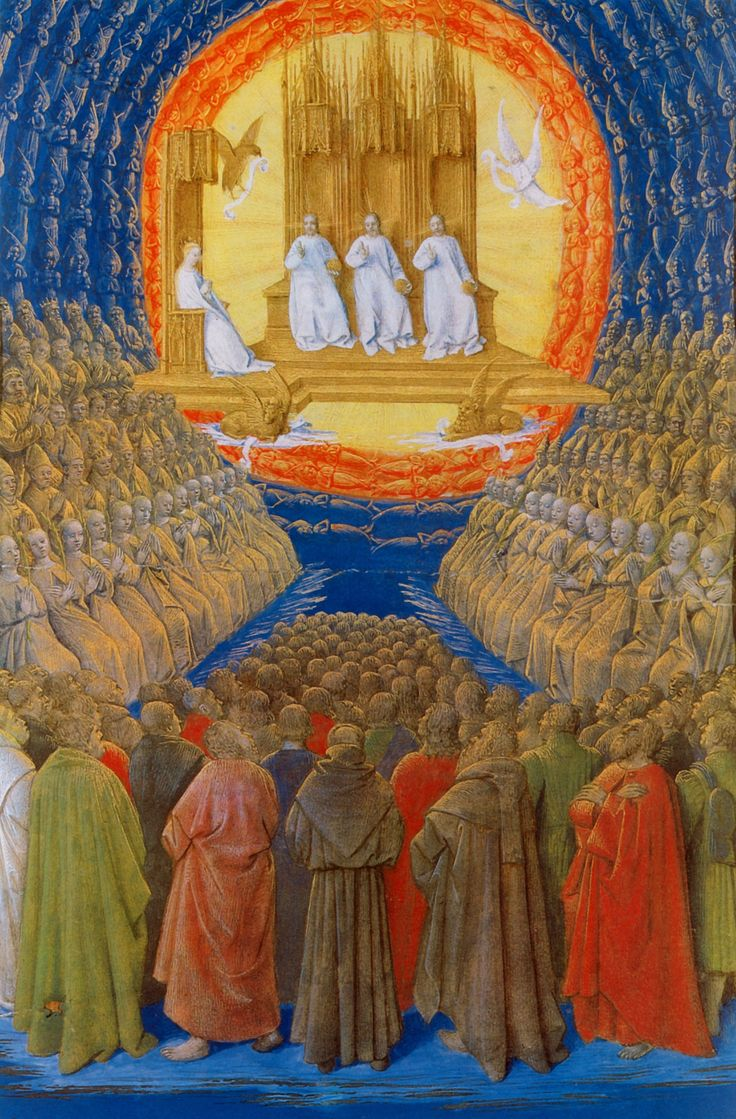
Jean Fouquet: Szentháromság, középkori ábrázolás

A nyugatiak védelmükbe vették Atanázt, és megújították a nikaiai hitvallást. A keletiek azonban elítélték Atanázt és az őt befogadó I. Gyula pápát is, és a nikaiaitól eltérő hitvallást fogalmaztak meg, majd rávették az ariánusbarát II. Constantius császárt egy újabb birodalmi zsinat összehívására, amely 359-ben Riminiben a nyugati, Szeleukiában a keleti püspökök részvételével össze is ült. Egység nem született: Riminiben kb. 400 püspök megújította a nikaiai hitvallást, amit Szeleukiában ismét nem fogadtak el.
Ekkor a császár száműzetés terhe mellett megparancsolta, hogy minden püspök írja alá az ariánus hitvallást. Iulianus császár  (Julianus Apostata) föloldotta a száműzetést, mert az így támadt belső ellentéttel akarta fölmorzsolni a kereszténységet. Az arianizmus azonban lassan veszített népszerűségéből, ugyanakkor fölmerült a makedonianizmus Szentlélek elleni eretneksége. Theodosius császár ezért zsinatot hívott össze, ez lett az első konstantinápolyi zsinat.
A „150 atya zsinata” elsősorban a Szentlélek istenségét (Sancta Trinitas) mondta ki a makedoniánusok (pneumatomachusok) ellen. Az első kánon minden „arianizáló” ellen irányul, mint például Apollinarisz, Szabelliosz, Ankürai Markellosz, Szirmiumi Photinosz, Eunomiosz és Eudoxiosz konstantinápolyi pátriárka követői ellen. Hitvallása a nikaiai hitvallás. 
A zsinaton csak keleti püspökök vettek részt, ugyanis a nyugatiak már korábban, tavasszal Riminiben tartottak zsinatot. I. Damáz pápa sem küldött képviselőket. Bár a 382-i konstantinápolyi helyi zsinat egy Damáz pápához intézett levelében már egyetemesnek mondja a zsinatot, egyetemes jellegét általánosan csak sokkal később fogadták el. A zsinat 3. kánonja, amely pátriárkátusi előjogokat igényelt Konstantinápoly számára, a nyugati egyházban és Alexandriában megbotránkozást váltott ki, és a pápák ezt a kánont meg se erősítették; a zsinatot csak implicite fogadták el, mégpedig csak a tanítói megnyilatkozások tekintetében. Egyetemesnek a khalkédóni zsinaton ismerték el, illetve nyugaton azáltal, hogy Vigiliusz pápa a második konstantinápolyi zsinatot jóváhagyta.